# Ottilia Ottesdotter (Kane)
Ottilia Ottesdotter Kane, född 1463, död 1535, var en norsk adelskvinna. 
Hon gifte sig med stormannen Nils Ravaldsson. Hennes man tillhörde en grupp norska och svenska stormän som gjorde uppror mot unionskung Hans för att frigöra Norge och Sverige från Kalmarunionen. Tillsammans gjorde de räder in i norska Bohuslän. De lät uppföra borgen Olsborg på brant klippa vid sjön Bullaren i Bohuslän. Hennes man blev upprorets ledare sedan upprorsledaren Knut Alvsson dödats 1502, och hon fick ansvar och befälet över Olsborg i hans frånvaro. 
I juni 1504 gjorde upprorsmännen ett infall i Borgarsyssel. Omkring denna tid krävde de brandskatt av Sarpsborg. Efter några veckors uppskov begav sig stadens  representanter bege sig till Ottilia på Olsborg. Hon meddelade dem då att de måste betala fint kläde och humle i brandskatt, annars skulle Sarpsborg brännas på samma sätt som Marstrand. Sarpsborgsborna betalade därför Ottilia brandskatten. Detta framgick i ett brev från Sarpsborg till kung Hans. 
Under julgillet på Olsborg togs borgen med överraskning av danskarna. Nils Ravaldsson lyckas fly, och avled 1505. Ottilia tillfångatogs genom förräderi av makens medhjälpare Sören Skåning, men det beskrivs inte hur. Hon frigavs 1506 och begav sig till Sverige där hon begärde hjälp då hennes make varit trogen Sverige. Mette Iversdotter Dyre gav henne sitt stöd. Ottilia återvände till Norge 1514 och återkrävde då det norska gods hon givit Otte Rud mot sin frihet. Hon nämns sist i ett brev med hennes sigill från 1533, som var är en bekräftelse på att hon några år tidigare hade skiftat gården Tomb till sin släkting Olof Galde.